# Karolina Slunéčková
Karolína Olga Slunéčková, née le 8 avril 1934 à Kladno et morte le 11 juin 1983 à Prague, est une actrice tchèque.

## Biographie
Karolina Slunéčková est née le 8 avril 1934 à Kladno, d'où elle a déménagé avec ses parents à Ústí nad Labem. Son enfance, bien qu'elle ait eu des parents très aimants, n'a pas été idyllique. Lorsque les Sudètes furent occupées par la population allemande, elle n'eut pas le temps de partir ; elle alla donc dans une école allemande pendant la Seconde Guerre mondiale
Aimant danser et faire des claquettes, elle apprend les bases du théâtre auprès d'une professeure nommée Věra Petáková. Elle entre ensuite au théâtre de České Budějovice, où elle obtient son diplôme de la Faculté de théâtre de l'Académie des arts du spectacle de Prague (DAMU)
En 1956, immédiatement après avoir obtenu son diplôme de la DAMU, elle est engagée au Théâtre de Vinohrady (à l'époque le Théâtre de l'armée tchécoslovaque). Dès le début, elle joue de grands rôles, dont le personnage de Natasha dans la pièce Guerre et Paix, en commençant par son long monologue au public. Elle joue des rôles à la fois dramatiques et comiques. Son rôle principal est le personnage de Margareta dans La Chatte sur un toit brûlant en 1966, où elle interprète la moitié de la performance dans une combinaison noire. À l'exception de deux représentations théâtrales filmées, à savoir la pièce Brouk v hlavě (1969) et la pièce Přišel na čeně (1977), seules des photographies ont survécu de toute sa carrière théâtrale.
Au cinéma, les réalisateurs la choisissent pour des rôles plus petits, comme des vendeuses, des commères ou des séductrices. Elle tient néanmoins un rôle important dans le film Pomerančový kluk (1975), où elle interprète la mère d'Otakar Brousek.

### Vie privée
Karolína Slunéčková a rencontré son mari Rudolf Vodrážka à l'école. Après quelques années, ils se marient et en 1960 leur fils Rudolf naît.
Atteinte d'un cancer du poumon, elle continue à jouer au théâtre, au cinéma à la télévision.
Elle meurt le 11 juin 1983 à Prague. Elle est enterrée avec son mari dans le village de Lnáře dans la région de Strakonice, où ils avaient une maison de vacances.

## Filmographie

### Cinéma
- 1955 : Blázni mezi námi (court-métrage)
- 1959 : Občan Brych : secrétaire Vrzalová
- 1962 : Oranžový měsíc : Olinka, conductrice de tramway
- 1962 : Anicka jde do školy : Cejková, la mère d’Anicka
- 1964 : Marie : Manželka
- 1968 : Bylo čtvrt a bude půl : Cankarová
- 1968 : Naše bláznivá rodina : infirmière (non créditée)
- 1970 : Panenství a kriminál : Bambulka
- 1974 : Noc na Karlštejně
- 1975 : Tak láska začíná... : Prejzová
- 1976 : Parta hic : Chocholová
- 1978 : Kulový Blesk : Mme Kadlecová
- 1979 : Kam nikdo nesmí : Jarmila
- 1979 : Pumpari od Zlaté podkovy : Bobina
- 1980 : Tchán : Hanýsková
- 1981 : Ten svetr si nesvlíkej : Alena Hronová
- 1982 : Divoký koník Ryn : Spudilová
- 1982 : Má láska s Jakubem : Tomsovská
- 1982 : Sny o Zambezi : tante de Pavel
- 1983 : Vítr v kapse : mère d’Ondřej
- 1983 : Poslední vlak : Votocková

### Téléfilms
- 1957 : Rodina
- 1961 : Chléb a písně
- 1963 : Darbuján a Pandrhola : Marjánka Klofátová
- 1963 : Harlémská tragédie : Mme Fink
- 1965 : Kupon : femme de ménage
- 1965 : Neprátelé
- 1966 : Dobrodružství Huckleberryho Finn - Jak jsme osvobozovali Jima
- 1966 : Sedm koní a vavříny
- 1966 : Škola hříšníků
- 1967 : Težká srdeční komplikace
- 1967 : Sedm žen Alfonse Karáska
- 1967 : Lucerna : femme de chambre
- 1967 : Marketa Lazarová : Alexandria (voix)
- 1967 : Když má svátek Dominika : mère de Honzík
- 1967 : Ženu ani květinou neuhodíš : Blažena
- 1968 : Růžová Anička : cuisinière
- 1968 : Lev a jeho brýle
- 1969 : Alchymista
- 1970 : Brouk v hlavě : Luiza Homenides de Histangua
- 1970 : Rapotínská tragédie
- 1970 : Na kolejích čeká vrah : vendeuse de voitures (non créditée)
- 1971 : Lidé na křižovatce : Nella
- 1971 : Karlovarští poníci : Vlasta
- 1972 : Muž a žena : Hedvika Balejová
- 1972 : Záhada červeného pudru : cliente
- 1972 : Návraty : barmanka Blána
- 1972 : Klička : Helena Lédlová
- 1972 : Lekce : Anna
- 1973 : Slečna ze spořitelny
- 1973 : Otevřený kruh : Helena Wiedermannová
- 1973 : Nikdo mi nic nepoví : Pivoňková
- 1973 : Bratranec Pons : Camusetová
- 1973 : Zlá noc : employée de la caisse d’épargne
- 1974 : Vrtkavý král : Adléta Míseňská
- 1974 : Egyptologové : Mrs. Pennington
- 1974 : Jak přijít o život : Staňková
- 1974 : Dům Doni Bernardy
- 1974 : Jakou barvu má láska : Hedvika
- 1975 : Jak se ševcem šili čerti : Madlenka Cícová
- 1975 : Šperk : mère d'Aleš
- 1975 : Čtyři zlaté prýmky
- 1975 : Lístek do památníku
- 1976 : Sova sídlí v dutém stromě
- 1976 : Jezevec
- 1976 : Ženitba : Fiokla Ivanovna (Tekla)
- 1976 : Festival v Dolínku
- 1976 : Střílej oběma rukama : Božena
- 1976 : Stáří devatenáct
- 1976 : To byla svatba, strýčku : mère de Viktor
- 1978 : Plotýnky na tři dny
- 1978 : Stopy našeho času
- 1978 : Řeknem si to příští léto : Janulíková
- 1978 : Zlaté rybky : Šlechtová
- 1978 : Hop - a je tu lidoop : Svatava
- 1979 : Dívka světových parametrů : la mère
- 1979 : Herecká dráha : mère de Magda
- 1980 : Lakovka : Balinová
- 1980 : Starozitníkův krám
- 1980 : Den velkého ticha : tante
- 1980 : Útěky domů : Hanka
- 1980 : Už vám není dvacet, paní Bláhová
- 1981 : Jak se peče štěstí : logeuse
- 1981 : Každému jeho nebe : Havránková
- 1981 : Přišel na večeři : Lorraine Sheldonová
- 1982 : Divoký koník Ryn : Spudilová
- 1982 : Hranice vdovy : infirmière (voix)
- 1982 : Třeboňská pohádka
- 1982 : Taneček přes dvě pekla : Peklinda
- 1982 : Hlavní výhra : Jiřina Strašíková
- 1983 : Větrná setba
- 1983 : Inzerát : la mère

### Séries télévisées
- 1967 : Soudce Stokroc
- 1967 : Broučci (voix) : Janinka
- 1968 : Sňatky z rozumu : Annerl (2 épisodes)
- 1968 : České pohádky : femme du potier (1 épisode)
- 1970–1973 : Kamarádi : la mère (4 épisodes)
- 1972 : Bližní na tapetě : infirmière à la maternité / belle-mère (épisode 11)
- 1974–1978 : Bakaláři : Bezdíčková, Světnická, Mère, etc. (4 épisodes)
- 1975 : My z konce světa : mère de Liva (1 épisode)
- 1977 : Stipku soli : Hedvika Andrstová (mini-série)
- 1977–1978 : Žena za pultem : Zdena Kalášková (3 épisodes)
- 1978 : Stříbrná pila
- 1981 : Okres na severu : Zikmundová (4 épisodes)
- 1982 : Dynastie Nováků : Zdenka Kohoutková (7 épisodes)
- 1983 : V službách zákona : directrice de galerie (1 épisode)
- 1984 : My všichni školou povinní : Blanka Petrovská (3 épisodes)
- 1973 : Boríkovy lapálie : mère de Bohoušek (1 épisode)

## Galerie

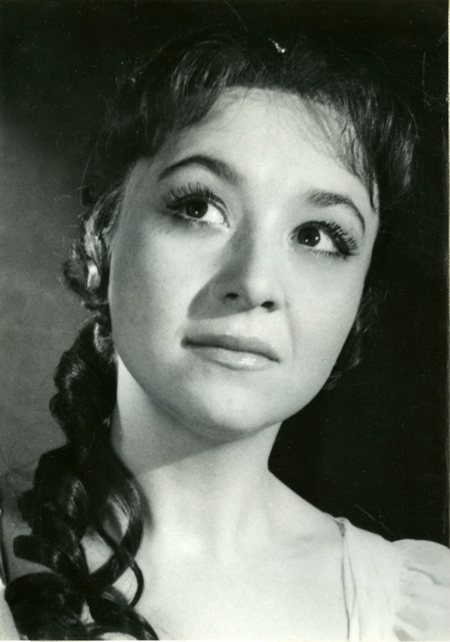
Karolina Slunéčková dans le rôle de Nataša dans l'un de ses premiers rôles au Théâtre Vinohrady, Guerre et Paix.
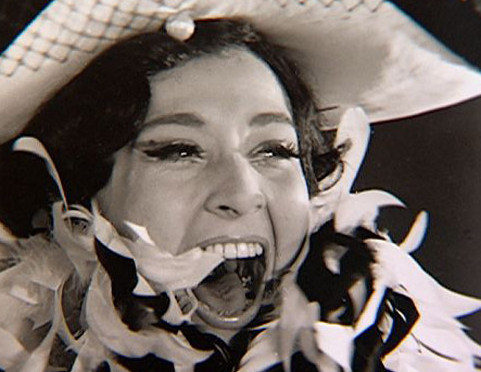
Dans la pièce Brouk v hlavě (1969)
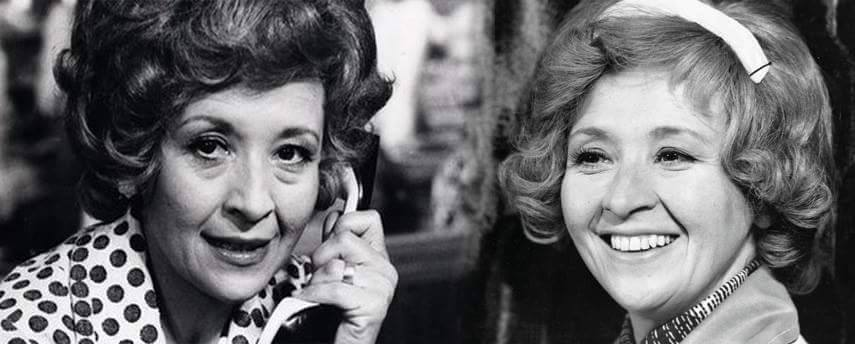
Dans la série télévisée Žena za pultem (1977)